# Skull Island (serie animata)
Skull Island è una serie animata statunitense, influenzata dallo stile degli anime, creata da Brian Duffield. Ambientata nel MonsterVerse, è la prima serie televisiva del franchise e un sequel del film Kong: Skull Island, nonché la quarta serie animata del media franchise di King Kong. La serie è stata prodotta da Powerhouse Animation Studios, JP e Legendary Television, ed è stata animata dallo studio sudcoreano Mir. Duffield e Jacob Robinson hanno ricoperto il ruolo di showrunner.
La serie è stata pubblicata sul servizio di streaming on demand Netflix il 22 giugno 2023. Ha ricevuto recensioni generalmente positive dalla critica.

## Trama
Negli anni '90, un gruppo di esploratori ben intenzionati si avventura in mare per salvare Annie dall'oceano. Così facendo, si ritrovano naufragati sulla pericolosa Isola del Teschio. Insieme, il gruppo deve combattere per sopravvivere ai pericoli dell'isola misteriosa, che ospita un serraglio di creature gigantesche e terrificanti, tra cui Kong.

## Personaggi
- Charlie, doppiato in originale da Nicolas Cantu
- Annie, doppiata in originale da Mae Whitman
- Mike, doppiato in originale da Darren Barnet
- Cap, doppiato in originale da Benjamin Bratt
- Irene, doppiata in originale da Betty Gilpin
- Sam, doppiato in originale da Phil LaMarr
- Ragazza dell'isola, doppiata in originale da Fryda Wolff
- Isolana, doppiato in originale da Tania Gunadi

## Episodi
| nº | Titolo originale                               | Titolo italiano                             | Pubblicazione  |
| -- | ---------------------------------------------- | ------------------------------------------- | -------------- |
| 1  | Maritime Pilot                                 | Pilota marittimo                            | 22 giugno 2023 |
| 2  | The Last Blank Space on the Map                | L'ultimo spazio inesplorato sulla mappa     | 22 giugno 2023 |
| 3  | What's Up, Croc?                               | In fuga dal coccodrillo                     | 22 giugno 2023 |
| 4  | Breakfast Fit for a Kong                       | Colazione da re                             | 22 giugno 2023 |
| 5  | Doggone It                                     | Cane scomparso                              | 22 giugno 2023 |
| 6  | Terms of Endearment                            | Voglia di tenerezza                         | 22 giugno 2023 |
| 7  | You're Not a King, You're Just a Stupid Animal | Non sei un re, sei solo uno stupido animale | 22 giugno 2023 |
| 8  | You'll Never Catch a Monkey That Way           | Non prenderai mai una scimmia così          | 22 giugno 2023 |

### Pilota marittimo
- Titolo originale: Maritime Pilot
- Diretto da: Danny Araya
- Scritto da: Brian Duffield

Trama
Due migliori amici, Charlie e Mike, si trovano a bordo di una spedizione nel Pacifico del Sud insieme ai loro padri, Cap e Hiro, alla ricerca di creature leggendarie. Durante la spedizione, Charlie nota una misteriosa ragazza alla deriva nell'oceano. La ragazza si presenta come Annie e racconta di essere fuggita da un'altra nave. L'atmosfera diventa tesa quando notano un razzo di segnalazione in lontananza, seguita dal misterioso naufragio della nave che l'ha lanciato. Nel mentre, due mercenari riescono ad infiltrarsi a bordo della nave del gruppo con l'intenzione di catturare Annie. Tuttavia, improvvisamente la barca viene attaccata da una creatura gigantesca coi tentacoli, conosciuta come "il Kraken". La creatura provoca la distruzione della nave, causando la morte sia dei mercenari che della maggior parte dell'equipaggio, compreso Hiro. Charlie e Mike si ritrovano spiaggiati sulla riva dell'Isola del Teschio.

### L'ultimo spazio inesplorato sulla mappa
- Titolo originale: The Last Blank Space on the Map
- Diretto da: Julie Olson, Amanda Sitareh B.
- Scritto da: Brian Duffield

Trama
In un flashback, Mike e Hiro riescono ad ottenere una mappa con la localizzazione dell'Isola del Teschio da un ex membro di una spedizione che l'aveva visitata nel 1973. Quest'ultimo li avverte di non avventurarsi sull'isola. Nel presente, Mike e Charlie vengono attaccati da granchi giganti sulla spiaggia dell'isola, ma Annie arriva in loro soccorso e i granchi vengono messi in fuga da un ruggito proveniente da una creatura lontana. Anche Cap si risveglia sull'isola e incontra una scienziata di nome Irene, a capo di un gruppo di mercenari in cerca di Annie. Mike è sconvolto quando si rende conto che il trio è intrappolato sull'Isola del Teschio, nonostante Annie sostenga di provenire da un'isola diversa. Poco dopo, vengono affrontati da due mercenari e attaccati da una creatura simile a un grande cane.

### In fuga dal coccodrillo
- Titolo originale: What's Up, Croc?
- Diretto da: Danny Araya
- Scritto da: Brian Duffield

Trama
Charlie, Mike, e uno dei mercenari fuggono dalla creatura simile ad un cane, che il mercenario afferma essere l'animale domestico di Annie. Il mercenario viene ucciso da un mostro simile ad un coccodrillo, che li insegue fino a quando Kong non lo cattura ed elimina. I ragazzi si ricongiungono con Annie e il suo animale domestico, chiamato Cane, e Annie rivela a Charlie che Cap è ancora vivo. Nel frattempo, Irene informa Cap che lei e i mercenari hanno trovato Annie su un'isola vicina e stavano cercando di riportarla negli Stati Uniti. Uno dei mercenari viene trasportato via da un enorme falco, ma il resto del gruppo raggiunge un'area sicura. Irene richiama un elicottero dalla nave dei mercenari, ma il Kraken lo distrugge. Charlie, Annie, Mike e Cane continuano ad esplorare l'isola, mentre Mike nasconde una ferita agli altri.

### Colazione da re
- Titolo originale: Breakfast Fit for a Kong
- Diretto da: Amanda Sitareh B.
- Scritto da: Brian Duffield

Trama
Annie spiega che lei e Cane hanno stretto un legame sull'isola dopo che i loro padri si sono uccisi a vicenda. Charlie viene separato da Annie e Mike quando cade in un tunnel scavato dalle formiche giganti. Nel frattempo, Cap, Irene e i mercenari continuano la loro ricerca di Annie. Irene rischia di essere mangiata da un gigantesco fiore carnivoro, ma gli altri riescono a salvarla. Cap spiega che la sua ossessione per le creature leggendarie è iniziata quando ha avvistato un mostro gigante in mare e teorizza che l'Isola del Teschio sia sede di varie creature che si sono spostate dalla "Terra cava". Dopo aver individuato Charlie, Mike e Annie entrano nel tunnel per cercare di salvarlo; vengono attaccati da una formica gigante, ma Cane entra nel tunnel e li salva. Sentendo che i mercenari si stanno avvicinando, Annie e Cane si preparano ad affrontarli, ma finiscono accidentalmente nel territorio dell'enorme falco.

### Cane scomparso
- Titolo originale:  Doggone It
- Diretto da: Danny Araya
- Scritto da: Brian Duffield

Trama
Annie e Cane si scontrano con Irene e i mercenari, ma Irene colpisce Annie con una freccia tranquillante e un falco gigante rapisce Cane. Nel frattempo, Mike si rivela per fare da diversivo, permettendo a Charlie di fuggire. Si scopre che Irene e Mike si conoscono già. Charlie si imbatte in uno sconosciuto mascherato, ma il falco gigante lo afferra insieme a Cane, depositandoli poi incolumi su un antico tempio di pietra. Mike rivela a Cap che Irene ha segretamente finanziato la loro spedizione nel tentativo di trovare l'isola, deducendo poi che Irene sia la madre di Annie. Nel frattempo, Charlie riesce a instaurare un legame con Cane, e insieme fuggono dal tempio dopo un incontro con Kong. Il Kraken lancia una balena morta al centro dell'isola come sfida a Kong, mentre Cap scopre una ferita nascosta su Mike, il quale collassa improvvisamente.

### Voglia di tenerezza
- Titolo originale:  Terms of Endearment
- Diretto da: Amanda Sitareh B.
- Scritto da: Brian Duffield

Trama
In un flashback, Annie ricorda come si sia legata a Cane dopo la morte dei loro padri dieci anni prima. Nel presente, Annie si sveglia e viene accolta da Irene. Teorizza che Mike sia rimasto ferito quando il Kraken lo ha attaccato, e Cap avverte che Mike morirà se non riescono a portarlo fuori dall'isola al più presto. Charlie e Cane fanno ritorno attraverso l'isola e riescono a trovare di nuovo il campo del gruppo. Irene dice ad Annie che lei è sua madre, ma Annie nutre rancore nei suoi confronti a causa degli scontri precedenti tra Cane e i mercenari di Irene. Charlie e Cane vengono attaccati da un branco di creature mimetizzate, ma riescono a respingerle con l'aiuto di Annie e dei mercenari. Charlie si riunisce con Cap, mentre Irene si scusa con Annie e Cane. Il Kraken attacca il campo e uccide uno dei mercenari. Realizzando che devono uccidere il Kraken prima di poter fuggire dall'isola, Charlie suggerisce di utilizzare Kong per eliminarlo.

### Non sei un re, sei solo uno stupido animale
- Titolo originale:  You're Not a King, You're Just a Stupid Animal
- Diretto da: Danny Araya
- Scritto da: Brian Duffield

Trama
In un flashback ambientato anni prima, si scopre che Kong aveva stretto un legame con una ragazza di lingua spagnola che viveva sull'isola insieme a una comunità di altri naufraghi, e l'aveva salvata da uno Strisciateschio. Anche il falco gigante aveva un legame con Kong e a volte gli porta del cibo al tempio. Il trio trovò un  Sker Buffalo morto, ucciso da un branco di gigantesche creature simili a camaleonti. Lavorando insieme, Kong, il falco e la ragazza riuscirono a uccidere tutti i camaleonti, sebbene Kong fosse rimasto ferito. Pertanto, quest'ultimo si pulì le ferite nell'oceano, ma l'odore del suo sangue nell'acqua risvegliò il Kraken, che era rimasto in letargo sul fondo dell'oceano vicino all'isola. La sera successiva, il Kraken attaccò l'insediamento umano, sterminandoli tutti e lasciando la ragazza gravemente ferita. Il Kraken sfidò Kong al suo arrivo, ma Kong si ritirò e portò la ragazza al suo tempio, dove morì. Kong seppellì la ragazza e depose la sua collana su un altare nel suo tempio. La narrazione si sposta al giorno d'oggi, dove Charlie spiega il suo piano per attirare Kong nell'oceano usando la collana, dopo aver notato il suo attaccamento ad essa.

### Non prenderai mai una scimmia così
- Titolo originale:  You'll Never Catch a Monkey That Way
- Diretto da: Amanda Sitareh B.
- Scritto da: Brian Duffield

Trama
Charlie convince Annie e gli altri a seguire il suo piano, sottolineando che Mike morirà se non riusciranno a liberarsi del Kraken e a fuggire dall'isola. Charlie e Cap trovano un punto d'incontro sulle loro diverse aspettative per il futuro, prima che Charlie parta con Annie e Cane. Entrano nel tempio e vengono affrontati da Kong; Annie ruba la collana e tutti fuggono dal tempio mentre Kong li insegue. Cane non riesce ad essere più veloce di Kong mentre trasporta sia Charlie che Annie, così Charlie gli salta giù dalla schiena e viene catturato da diversi indigeni mascherati dell'isola. Quando all'accampamento si accorgono della mancanza di Charlie, Cap e Mike vanno alla sua ricerca, mentre Annie attira Kong sulla spiaggia, dove il Kraken lo attacca. Segue una battaglia tra i due mostri e il Kraken prende il sopravvento portandolo negli abissi, finché Kong non riesce a ferirlo trafiggendolo con lo scafo rotto della barca affondata di Cap. Kong alla fine uccide il Kraken spezzandolo a metà. Tuttavia, quando getta il suo corpo nell'oceano, Annie viene travolta dall'onda di marea che ne deriva. Si risveglia due settimane dopo, in un ospedale sulla terraferma, e viene accolta da Irene.

## Produzione

### Genesi
Per gennaio 2021, era in sviluppo una continuazione del MonsterVerse sotto forma di una serie anime. Brian Duffield è stato scelto per ricoprire i ruoli di sceneggiatore, ideatore, produttore esecutivo, regista e showrunner; mentre Jacob Robinson è stato designato come produttore esecutivo. Il progetto è una joint venture tra Legendary Television, Powerhouse Animation e Tractor Pants Productions ed è stato concepito con l'intento di essere pubblicato in esclusiva su Netflix, poiché Warner Bros. detiene ancora i diritti del franchise MonsterVerse insieme a Legendary.

### Cast
A maggio 2023, sono stati annunciati i doppiatori dei personaggii principali, che comprendono Nicolas Cantu, Mae Whitman, Darren Barnet, Benjamin Bratt e Betty Gilpin.

## Accoglienza
Il sito aggregatore di recensioni Rotten Tomatoes riporta che l'82% delle 17 recensioni professionali ha dato un giudizio positivo, con un voto medio di 7 su 10 e il consenso critico recita: "Una reincarnazione entusiasmante, anche se leggermente riciclata, dell'ultima incursione cinematografica di King Kong, Skull Island riesce nel suo obiettivo di dare una svolta più adulta ai cartoni del sabato mattina di un tempo". Su Metacritic la serie ottiene un punteggio medio di 51 su 100 basato sul parere di 4 critiche, indicando "recensioni contrastanti o medie".